# Col·líbia de làmines amples
La col·líbia de làmines amples (Megacollybia platyphylla) és un cama-sec col·libioide de coloració molt variable, de gairebé blanquinós a brunenc negrós fosc, però sempre amb ratlles radials característiques.

## Descripció
Té un píleu de 4-12 cm, amb una cutícula seca. Les làmines són de color blanquinós brut, sovint molt gruixudes i distants, sinuades i adnates.
L'estípit és blanquinós o del mateix color que el barret, estriat longitudinalment, sempre amb vistosos cordons micelials que sobre l'humus tou de fusta poden arribar a tenir uns quants decímetres de profunditat i uns quants mil·límetres d'amplada.
Té una olor i un sabor irrellevants.

## Hàbitat
El Megacollybia platyphylla és un bolet que creix sobre soques molt podrides o, aparentment, al sòl, quan hi ha humus de fusta, generalment de planifolis, més rarament de coníferes. Es pot trobar de juny a octubre.